# Dominique de Talancé
Dominique de Talancé est une juge d'instruction française ayant instruit plusieurs affaires financières.
Propriétaire du château de Gaujac à lezignan Corbieres dans l’Aude où se déroule le festival patrimoine et culture avec de nombreux artistes et spectacles .

## Carrière judiciaire
Dominique de Talancé a travaillé vingt ans comme juge d'instruction, dont dix ans en tant que premier juge d'instruction au pôle financier du tribunal de grande instance de Paris. En 2017, elle est présidente d'une chambre correctionnelle à la cour d’appel de Montpellier.

## Affaires suivies

### Naufrage de l'Erika
Elle a instruit le dossier du naufrage du pétrolier Erika qui a eu lieu en 1999 au large de la Bretagne. En février 2006, la juge de Talancé a notamment rendu une ordonnance de renvoi devant le tribunal correctionnel de Total comme personne morale pour pollution maritime et complicité de mise en danger de la vie d'autrui.

### Affaire des frégates de Taïwan
Depuis 2001, une instruction concernant l'affaire des frégates de Taïwan lui est confiée en co-saisine avec le juge Renaud Van Ruymbeke. Elle en est désaisie en juin 2006 au profit de Xavière Simeoni.

### Autres affaires
Elle a instruit l'Affaire Eurotunnel et l'affaire Paneurolife (filiale d'Axa).